# 卡斯蒂利亚王国
卡斯蒂利亚王國（西班牙語：Reino de Castilla）是伊比利半島历史上的一個王國。 它是一個於九世紀時出現、具政治自主權的獨立個體。它於封建時代建立，隸屬於雷昂王國。明代的《东西洋考》称之为“干丝腊”，《明史》中称为“干系腊”，《海岛逸志》称作“干丝蚋”。与萊昂王國聯合后形成卡斯蒂利亞聯合王國，其後再與亞拉岡聯合王國合併，成為稱霸一方的西班牙帝國。

## 歷史

### 九至十一世紀：王國的建立
根據《亞斯圖里斯的阿方索三世》史書記載，首個提及卡斯蒂利亞一字的文件於公元800年編寫。
卡斯蒂利亞伯國的居民最初是由來自坎塔布里亚、阿斯圖里亞斯、巴斯克、西哥特等地的人民所組成。卡斯蒂利亞伯國有其自己的語言——羅曼系語言和法律。首位卡斯蒂利亞伯爵為卡斯蒂利亞的羅德里奧 (850-873年)，從屬於阿斯圖里亞斯王國的奥多尼奥一世和阿方索三世之下。910年阿方索三世逝世，阿斯圖里亞斯隨後分裂陷入混亂。931年，一名卡斯蒂利亞伯爵——费尔南·冈萨雷斯發動起義，對抗萊昂王國——阿斯圖里亞斯的繼承者，並得到自治的地位，從此卡斯蒂利亞伯爵改由家族世襲繼承，而非由萊昂國王所指派。

### 十一至十二世紀：擴展與統一
在1028年，相對弱小的賈西亞·桑切斯伯爵把妹妹嫁給納瓦拉王國的桑喬三世，使整個伯國從屬於納瓦拉王國之下。賈西亞在1029年於萊昂準備迎娶莎查公主——萊昂的畢梅度三世之妹時遭到暗殺。桑喬三世於是指派他的小兒子費迪南（賈西亞的外甥） 成為卡斯蒂利亞伯爵，並與他舅舅原先準備迎娶的對象－莎查公主成婚。1035年，桑喬三世逝世，卡斯蒂利亞於是在名義上回到萊昂王國的控制之下，但是費迪南與他的兄弟－納瓦拉王國的加西亚三世結盟 ，與他妻子的兄弟－萊昂的畢梅度展開戰爭。在戰事中，畢梅度三世被殺，死後並無遺下子嗣。這令費迪南能夠以他妻子的關係取得「萊昂與卡斯蒂利亞國王」的稱號，第一次統一了萊昂與卡斯蒂利亞。
當費迪南一世於1065年去世後，將王國分封給他的兒女。桑喬二世繼承了卡斯蒂利亞王國；阿方索六世繼承了萊昂王國；賈西亞繼承了加里西亞王國；他的女兒則繼承了薩莫拉鎮（Zamora）。
桑喬二世與阿方索六世結盟並征服了加里西亞王國。由於桑喬對卡斯蒂利亞和半個加里西亞並不滿足，於是他又對阿方索六世展開進攻，並結合熙德（El Cid）的力量侵佔了萊昂王國。伊里卡（Urraca）則於薩莫拉鎮為萊昂軍隊提供庇護。桑喬下令對薩莫拉鎮展開圍攻，但因為他於1072年被一位叫巴利·道夫斯（Bellido DolfosSancho）的加里西亞貴族暗殺，所以卡斯蒂利亞軍隊決定撤退。結果阿方索六世收復了他以前所擁有的萊昂，並且成了卡斯蒂利亞和加里西亞王國的國王。這是第二次有人統一了萊昂和卡斯蒂利亞，儘管這兩個政治獨立個體只是因為受同一個國王所控制而統一。
在阿方索六世的安排下，卡斯蒂利亞與歐洲其他王室的關係變得更加密切，包括中世紀的法國。阿方索把女兒伊里卡（Urraca）和特麗莎（Teresa）許配給法國勃根地的雷蒙德（Raymond）和法國洛林的亨利（Henri）。阿方索逝世後，女兒伊里卡繼承了王位。伊里卡於1109年的第二次的婚姻中嫁了給亞拉岡的阿方索一世。但阿方索無法以此婚姻統一兩國，他決定與伊里卡於1114年解除婚約。這令兩國關係緊張。另一方面，伊里卡亦須與兒子——加里西亞國王Alfonso Raimúndez展開鬥爭以維持自己的權力。伊里卡辭世後，她的兒子登基成為加里西亞國王兼卡斯蒂利亞國王阿方索七世。阿方索七世設法吞併納瓦拉和亞拉岡較弱的部分（這些地方在亞拉岡的阿方索一世死後嘗試爭取獨立）。1143年，亞拉岡和巴塞隆納成立新聯盟（阿拉貢的彼得羅尼拉與拉蒙·貝倫格爾四世聯姻），阿方索七世承認這個事實，打消稱霸基督教西班牙的野心，放棄征服地中海沿岸。

### 十二世紀﹕基督教與伊斯蘭間的橋梁
在12世紀期間，由於卡斯蒂利亞王國在1085年收復重要文化中心托雷多，伊斯蘭的科學知識開始傳入西歐。自5世紀羅馬帝國滅亡後，整個歐洲開始進入蠻族侵擾、人口衰退、社會崩潰的黑暗時代；與此相反的是，伊斯蘭文明保存、繼承了古希臘與古羅馬所留下來的知識，並加以融合與創新，開啟了伊斯蘭黃金時代。1088年阿方索六世定都托雷多。在后来的阿方索十世时期，托莱多翻译院得以建立。托雷多成為中世紀歐洲一個與穆斯林學者交流的學術中心，許多古希臘與伊斯蘭經典在此重新被翻譯成拉丁文，過去幾世紀失傳的知識再度傳入歐洲。

### 十三世紀﹕與萊昂王國最終的聯合

卡斯蒂利亞王國的擴張, 1217-1715年

阿方索七世重新恢復了將王國分封給子孫的傳統；桑喬三世成為卡斯蒂利亞國王，斐迪南二世成為萊昂國王。
兩個王國持續敵對，直到1230年卡斯蒂利亞國王斐迪南三世從他父親阿方索九世那裡繼承到萊昂王國。除此以外，他利用穆瓦希德王朝的衰退，征服了瓜达尔基维尔河谷；他的兒子阿方索十世則征服了穆爾西亞泰法。萊昂與卡斯蒂利亞宮廷的結合，象徵著Crown of Castile的建立。

### 十四至十五世紀﹕特拉斯塔瑪拉王朝
1469年卡斯蒂利亞的伊莎贝拉一世與阿拉貢的斐迪南二世在巴利亚多利德成婚，將兩個王國的家族合而為一，他們被稱為天主教双王。當卡斯蒂利亞的伊莎貝拉一世繼承王位成為王后，以及斐迪南二世在1474年繼承王位成為阿拉貢國王，卡斯蒂利亞王國與阿拉貢王國終於成為共戴一君的共主邦聯，8世紀以來伊比利亞半島上的第一個統一的政治實體——西班牙——誕生。
1492年卡斯蒂利亞與亞拉岡的軍隊攻下摩爾人在伊比利亞半島的最後據點格拉納達，完成數世紀以來的收復失地運動。同年，伊莎貝拉女王贊助克里斯托弗·哥倫布的探險，發現美洲新大陸。

### 十六至十七世紀﹕從帝國到危機

卡洛斯一世/卡爾五世統治下的歐洲 (1519年)

1504年卡斯蒂利亞女王伊莎貝拉一世去世，她的女兒胡安娜名義上繼任卡斯蒂利亞女王，胡安娜的丈夫腓力一世成為國王。1506年腓力一世去世，由於胡安娜精神失常，而她的兒子卡尔只有六歲大，胡安娜的父親斐迪南二世於是成為攝政王，1509年，名義上的女王胡安娜被斐迪南下令囚禁在一家修道院里。1512年卡斯蒂利亞與亞拉岡聯軍入侵納瓦拉王國，強行將這個王國的南部併入西班牙。1516年斐迪南二世去世，胡安娜继位，卡尔来到西班牙获其授权成為共治国王卡洛斯一世。由於他將兩個王國的家族合而為一，因此他被認為是第一位西班牙國王。胡安娜虽然名义上与儿子共治，但仍被囚禁如初。
1506年卡洛斯一世從他父親腓力一世那裡繼承到尼德蘭，1517年從他外祖父斐迪南二世那裡繼承到卡斯蒂利亞與亞拉岡王國（以及整個美洲殖民地），1519年又從祖父馬克西米利安一世那裡繼承到哈布斯堡奧地利，同年他被選為神聖羅馬皇帝，即為卡爾五世。1555年胡安娜驾崩，卡洛斯一世成为唯一君主，特拉斯塔马拉王朝也宣告灭亡。
1556年卡洛斯一世將神聖羅馬皇帝讓位給弟弟斐迪南一世、西班牙帝國則交給他的兒子腓力二世，西班牙哈布斯堡王朝開始。1554年腓力二世迎取了英格蘭與愛爾蘭女王瑪麗一世，不過1558年瑪麗一世的死去使得腓力二世喪失爭取英格蘭王位的權力。腓力二世是堅定且狂熱的天主教徒，鏟除異端與迫害異教徒皆在他的統治下達到前所未有的程度。1560年腓力二世組織了神聖同盟，在地中海對抗鄂圖曼帝國的入侵，於1571年的勒班陀戰役取得決定性的勝利。1561年腓力二世將首都遷往馬德里。1580年西班牙吞併葡萄牙（伊比利亞聯盟），連帶接管了葡萄牙的所有海外殖民地。

1580年的西班牙帝國 (歐洲部分)

1581年西班牙吞併葡萄牙後之伊比利亞聯盟

不過腓力二世對於宗教的狂熱也在各地遭遇反抗，1568年起信仰新教的尼德蘭地區開始反抗西班牙的統治（八十年戰爭）。英國對於尼德蘭叛軍的支持觸怒了腓力二世，於是腓力二世在1588年派出無敵艦隊意圖征服英格蘭，但是失敗。1590-1598年腓力二世又在法国宗教战争中出兵法國支持天主教派。哈布斯堡西班牙在腓力二世的統治下國勢空前強大，領有西班牙、西西里和那不勒斯、尼德蘭、弗朗什-孔泰、米蘭、葡萄牙以及美洲、非洲、亞洲等遍及全球的海外殖民地。從美洲搜刮來的財富使得西班牙得以不斷發動戰爭，但是連年戰爭使得西班牙經濟停滯、樹敵無數、國家財政瀕臨破產邊緣，腓力二世去世後，西班牙便極盛而衰了。
1618年到1648年的三十年戰爭大大的削弱了西班牙的實力，西班牙的霸權不斷遭到英、法、荷等歐洲新興強國的挑戰。1700年卡洛斯二世沒有留下任何後代便死去，西班牙哈布斯堡王朝絕嗣滅亡。對於這個衰弱大國的王位繼承問題很快掀起一場腥風血雨，1701年西班牙王位繼承戰爭爆發。

### 廢除
1714年西班牙王位繼承戰爭告一段落，波旁王室成功得到了西班牙的王位，西班牙波旁王朝開始。腓力五世在任內加強中央集權，包括卡斯蒂利亞與亞拉岡等原先在西班牙帝國底下的王國被正式合併廢除。

## 外部連結
- The Kingdom of Castile (1157-1212): Towards a Geography of the Southern Frontier